# کارل لئونارد راینهولت
کارل لئونارد راینهولت (انگلیسی: Karl Leonhard Reinhold; ۲۶ اکتبر ۱۷۵۷ – ۱۰ آوریل ۱۸۲۳) فیلسوف، و استاد دانشگاه اهل امپراتوری اتریش بود.
وی همچنین برندهٔ جوایزی همچون نشان دنبرو شده است.